# Kars (Rusia)
Kars (del ruso: Карс) es un jútor del raión de Uspénskoye del krai de Krasnodar, en el sur de Rusia. Está situado a orillas del río Ovechka, afluente por la izquierda del Kubán, 15 km al suroeste de Uspénskoye y 205 km al este de Krasnodar, la capital del krai. Tenía 82 habitantes en 2010.
Pertenece al municipio Malaminskoye.

## Transporte
Al sur de la localidad pasa la carretera federal M29 Cáucaso.